# IChat
iChat — программа для мгновенного обмена сообщениями, представлена компанией Apple Inc. 10 января 2001 года на выставке MacWorld Expo. Специфика данной программы в том, что она разработана под платформу Macintosh. В новой версии добавлены функции голосового и видео чата. Входил в стандартную поставку Mac OS X до версии 10.8. В OS X 10.8 Mountain Lion была заменена на «Сообщения».

## Возможности
Текстовый чат, аудиочат, видеочат, удалённый доступ к рабочему столу, удалённая демонстрация документов (iChat Theater), везде поддерживаются конференции с более чем двумя собеседниками.

## Типы учётных записей
Поддерживаемые протоколы: OSCAR (AIM, ICQ), XMPP (Jabber), Bonjour LAN Chat.
iChat поддерживает учётные записи в формате ниже перечисленных программ и их сервисов:
- AIM
- MobileMe или Mac.com
- Jabber
- Google Talk
- Bonjour

## Надстройки
Для расширения возможностей сторонними разработчиками выпущены программы-надстройки:
- ChatFX
- Chax
- iChatUSBCam
- iGlasses
- ShowMacster

## Html-теги
При общении с собеседниками, подключёнными через ICQ, возникает неудобство: ICQ-клиент воспроизводит служебные html-теги в сообщениях от iChat (они указывают на шрифт, размер и цвет сообщений). Это сильно затрудняет общение. Корень ошибки — неправильная работа протокола программы ICQ. Для решения проблемы можно установить расширение Chax.